# Tanacetum ptarmiciflorum
Tanacetum ptarmiciflorum — вид рослин з родини айстрових (Asteraceae), ендемік Канарських островів. За іншими даними таксон є синонімом до Gonospermum ptarmiciflorum (Webb & Berthel.) Febles.

## Опис
Чагарник зі сріблястим листям.

## Середовище проживання
Ендемік острова Гран-Канарія, Канарські острови; росте в сосновому лісі, також може рости на скелях; на висотах між 1350 і 1900 метрів.
Вид запилюється комахами, як правило, бджолами. Плодоношення є високим порівняно з низькими показниками схожості.

## Загрози
Основними загрозами для цього виду є витоптування туристами та природні фактори, такі як пожежі та зсуви.